# Anna Halprin
Pour les articles homonymes, voir Halprin et Schuman.
Anna Halprin, née Ann Dorothy Schuman le 13 juillet 1920 à Wilmette en Illinois et morte le 24 mai 2021 à Kentfield en Californie, est une danseuse et chorégraphe américaine qui a développé une danse extrêmement novatrice dès les années 1950 avec sa compagnie, le Dancers' Workshop.
Sa pratique et sa pensée du mouvement ont eu une influence considérable sur le développement de la danse, de la performance, du happening, des arts visuels et de la musique expérimentale.

## Biographie

### Formation
Ann (prénom qu'elle changera en Anna en 1970) Schuman a grandi dans la banlieue de Chicago, dans une famille juive. Elle suit très jeune des cours de danse. Au moment où la danse moderne est en pleine effervescence, elle se forme aux techniques de Ruth Saint Denis et d'Isadora Duncan. Ambitionnant d'entrer au Bennington College dans le Vermont, où les plus grands danseurs modernes enseignent, Ann Schuman a la terrible déception d'être refusée en raison de la pratique antisémite du numerus clausus, limitant l'accès des étudiants Juifs aux études supérieures. Elle entre donc en 1938 à l'université du Wisconsin. Elle y suit les cours de Margaret H’Doubler, une biologiste passionnée de danse, qui a créé le premier diplôme universitaire américain de danse. Cette personnalité originale enseigne l'anatomie et la kinésiologie. C'est un enseignement fondé sur la créativité personnelle et une connaissance fine de la motricité humaine.
En 1939, elle rencontre Lawrence Halprin, un architecte paysagiste, qu'elle épouse en 1940. Tous deux se lient avec les exilés du Bauhaus, Walter Gropius et László Moholy-Nagy, qui, fuyant les Nazis, se sont installés à Chicago pour fonder le New Bauhaus de Chicago. Anna Halprin est fortement influencée par leur conception de l'interdisciplinarité et de la fusion entre toutes les pratiques artistiques.
À partir de 1942, Lawrence Halprin est envoyé sur le front. Pendant ce temps, Anna s'installe à New York. Elle travaille avec Doris Humphrey et Charles Weidman sur la pièce Sing out Sweet Land. Elle y côtoie des artistes d'avant-garde comme John Cage, Merce Cunningham et Robert Rauschenberg. Leurs échanges sont extrêmement fertiles et ils nouent une grande amitié.

### Débuts
En 1945, les Halprin s'installent à Kentfield, près de San Francisco. Anna Halprin développe un partenariat avec le danseur moderne Welland Lathrop, et tous deux ouvrent un studio de danse à San Francisco, entre 1946 et 1954. Ils montrent ensemble leurs travaux chorégraphiques. À l'époque, Anna Halprin crée des pièces pleines d'humour, comme le solo The Lonely One inspiré de bandes dessinées. Surtout, elle se passionne pour l'enseignement de la danse, tant aux adultes qu'aux enfants, qu'elle souhaite progressif et non autoritariste. Influencée par Margaret H'Doubler et John Dewey, elle enseigne la technique Humphrey-Weidman tout en développant une pédagogie fondée sur le plaisir, l'amour du mouvement et, déjà, sur l'improvisation. D'ailleurs, c'est en observant les mouvements des enfants qu'Halprin décide d'approfondir son travail sur le mouvement spontané, libre et non chorégraphié.
Parce qu'elle se refuse au rôle dominant du maître, de la chorégraphe qui dirige sa compagnie en lui imposant son style et sa technique (sur le modèle de la "grande prêtresse de la danse moderne", Martha Graham), Halprin décide en 1949 de mettre en place un atelier de danse démocratique, la Dance Cooperative. Il s'agit d'un groupe informel qui travaille sur le processus de création du mouvement davantage que sur l'élaboration d'un spectacle fini.Le foyer des Halprin, au mode de vie bohémien qui rappelle les Beats, attire toutes sortes d'artistes, tant architectes, que plasticiens, danseurs, poètes ou musiciens. Il devient un centre créatif de premier plan sur la côte Ouest.

### San Francisco Dancers' Workshop
En 1954, Lawrence Halprin élabore avec l'architecte Arch Lauterer un plateau de danse en plein air en contrebas de leur maison, le deck. Ce magnifique espace en pleine nature, qui donne sur la Baie de San Francisco et le Mont Tamalpais, modifie considérablement le travail d'Halprin, qui prend une nouvelle direction. Elle impulse une recherche basée sur l'observation de la nature environnante et sur l'improvisation comme technique de renouvellement du geste dansé. Le but est d'échapper aux mouvements stéréotypés, que le corps a appris en cours de danse.

En 1955, elle fonde le San Francisco Dancers' Workshop. Il sera notamment composé par A.A. Leath, acteur et danseur, John Graham, comédien, et Simone Forti, danseuse, souvent accompagnée de Robert Morris. À cette époque, Anna Halprin décide de débarrasser le mouvement de tout artifice et d'abandonner le carcan gestuel conventionnel et emphatique de la danse moderne. Cela commence par regarder le corps autrement, par s'intéresser à ses gestes les plus banals ou triviaux, traditionnellement considérés comme trop ordinaires pour être utilisés en danse. Courir, ramper, manger, bailler, tous ces gestes inexplorés deviennent dignes d'intérêt. Elle invente alors le concept de tasks (tâches) : il s'agit d'instructions simples données aux performers, par exemple balayer le sol, qui servent de base au travail d'improvisation. Il s'agit aussi de transformer les actions quotidiennes en rituels : 

« c'est en investissant les objets de la vie quotidienne de nouvelles significations que l'on peut créer de nouveaux rituels. »

Elle était inspirée, dans ces idées autour de la danse comme mode de vie par la danseuse Isadora Duncan ou le danseur Rudolf Laban, entre autres.
C'est ainsi qu'Halprin va inventer une danse libérée de la narration, des personnages et de l'expressivité, autant d'artifices qui, selon elle, travestissent le mouvement. Au même moment qu'Allan Kaprow élabore le happening, elle décide de quitter la traditionnelle scène théâtrale pour investir les lieux ordinaires: les chantiers, la rue, les parkings. En 1957, elle crée Airport Hangar: une performance qui se déroule à la verticale, sur la structure métallique d'un hangar d'aéroport que les danseurs investissent totalement, sans limite spatiale. Elle appelle cela instant theater ou event. Toutefois, si elle utilise l'improvisation comme temps premier de la création, afin de générer des mouvements inédits, elle fixe ensuite les séquences de gestes obtenues dans une partition, que les performers reproduisent devant le public. C'est là la différence fondamentale avec le happening, qui est improvisé à partir d'instructions.
En 1959 et en 1960, La Monte Young et Terry Riley sont les co-directeurs musicaux du Dancers' Workshop. Cette expérience est fondamentale pour les deux musiciens, qui mènent au Dancers' Workshop des expérimentations qui vont leur permettre de renouveler la musique en s'inspirant de sons du quotidien, frottements, grincements, claquements, etc. C'est aussi en 1959 qu'Halprin accueille lors du stage d'été des chorégraphes qui, fortement inspirées par son travail, vont plus tard créer le Judson Dance Theater à New York, Yvonne Rainer et Trisha Brown. Cette session estivale rassemble aussi Simone Forti (qui a incité Rainer à venir) et Robert Morris. Toujours en 1959, Halprin collabore avec le poète et cinéaste expérimental James Broughton pour réaliser une danse générée à partir des mots d'un poème : Rites of Women.

### Les tasks
Grâce au concept de task, Halprin peut travailler avec toutes sortes de personnes de manière parfaitement égalitaire, sans que celles-ci soient des danseurs professionnels. Les performers doivent exécuter les actions et non plus faire preuve de virtuosité, comme en danse classique ou moderne. Surtout, la danse d'Halprin ne raconte rien, ne porte aucun message. Il s'agit de revenir au principe le plus essentiel de la danse : le mouvement pur. La conception de la danse développée par Halprin fait des émules, notamment à New York au sein du Judson Dance Theater. Pendant ce temps-là, sur la côte Ouest, Anna Halprin poursuit imperturbablement ses recherches, élaborant des pièces extrêmement novatrices.
En 1960, Halprin chorégraphie Birds of America or Gardens without Walls qui s'inspire de l'observation d'événements quotidiens à la fois concomitants et totalement indépendants les uns des autres. La pièce est accompagnée de la musique minimaliste de La Monte Young, Trio for Strings.
Plus marquante encore, la pièce The Four-legged Stool (1962), basée sur la juxtaposition inattendue de tâches simples et totalement ordinaires, qui transpose la vie quotidienne sur la scène théâtrale. Pour cette pièce, Terry Riley développe les principes de la musique répétitive avec Mescalin Mix, composée à partir de boucles de bande magnétique. La chorégraphie fait scandale, notamment à Rome où les spectateurs se battent, crient, insultent, jettent des objets sur scène (blessant une danseuse). Mais le public, attiré par le scandale, vient nombreux, certains en venant même à penser que les incidents font partie de la chorégraphie !
Mais le véritable chef-d'œuvre d'Anna Halprin est probablement Parades and Changes, une pièce qui dérive d'un travail entamé dans le Dancer's Workshop dès 1957, jouée en public pour la première fois en 1965 et modifiée jusqu'en 1967. Résultat d'une collaboration avec des artistes provenant de différentes disciplines (et notamment avec Morton Subotnik), la danse est construite autour des actions de s'habiller et de déshabiller. Transformant ces gestes triviaux en véritable cérémonial, au fil d'une chorégraphie extrêmement complexe, les danseurs « paradent » en se revêtant des objets les plus incongrus, entrent et sortent, se déshabillent et se rhabillent. Surtout, la pièce est évolutive, en fonction des choix adoptés par les participants. À l'époque, c'est un énorme scandale car le public américain est scandalisé par l'usage de la nudité en danse. À New York, Halprin est condamnée à une amende et la pièce est ensuite refusée partout (elle ne pourra être rejouée sur le sol américain qu'en 1995 !). En France, la chorégraphe Anne Collod en a proposé une ré-vision en 2008 : Parades and Changes, Replays.

### Les rituels
À la fin des années 1960, Anna Halprin se rapproche du mouvement hippie et décide d'utiliser le public de façon active. Elle remet en question la notion même de performance. Elle parle désormais de « rituel », puisqu'il n'y a plus ni performeurs ni spectateurs, tout le monde participe.
Dès 1967, elle crée The Bath, où les participants se lavent les uns les autres en totale improvisation, avant de réaliser The Lunch (1968) où les participants mangent sur scène. En outre, le travail d'Halprin réagit au monde contemporain, prenant acte du contexte politique extrêmement violent. elle fait des actions contre la guerre du Viêt Nam à San Francisco.
Invitée à Watts, où se sont déroulées des émeutes raciales en 1965, elle travaille pendant neuf mois avec des danseurs Noirs et des danseurs Blancs, intégrant tous les matériaux récoltés dans la performance Ceremony of Us (1969). Il s'agit alors de réfléchir au racisme et à la ségrégation raciale. Elle parle alors de « travail communautaire ». Elle invite alors dans son groupe, qui se trouvait être uniquement Blanc jusque-là, aux Noirs, aux Chicanos, aux Latinos, aux Asiatiques et aux Indiens, initiant des workshops multiethniques où les participants expérimentent des rituels quotidiens.
Par la suite elle travaille dans les collèges, dans les prisons, etc., développant une danse plus consciente et sociale. Elle utilise néanmoins toujours des partitions qui fixent les expériences menées dans les workshops : celles-ci peuvent être « ouvertes », pour générer de nouvelles ressources, ou « fermées » pour davantage de structuration.

### Danser la maladie, la vieillesse et la mort
En 1972, Halprin est atteinte d'un cancer du côlon. Après son opération, elle se sent trop affaiblie pour danser, marche avec difficulté, mais continue néanmoins d'enseigner. Elle développe alors un procédé mêlant danse et dessin, appelé psychokinetic visualization, qui, à travers la représentation qu'un individu construit de son propre corps, permet de générer des processus créatifs afin « de se réinventer soi-même, physiquement, moralement, émotionnellement, et ainsi la vie devient un processus créatif constant. »
En 1975, elle fait une rechute. Au lieu de suivre le protocole médical prescrit, elle décide cette fois-ci de s'isoler et de mettre en place un rituel mêlant dessin, parole et expression des émotions les plus violentes (colère, terreur, etc.). Elle s'inspire des recherches et des outils thérapeutiques élaborés par le psychiatre et psychothérapeute Fritz Perls, fondateur de la Gestalt-thérapie. Elle entre peu  après en rémission, représentant un des rares cas de rémission spontanée.
En 1976, Halprin met en œuvre une danse pour vingt-cinq personnes, City Dance, sorte d'immense happening qui investit toute la ville de San Francisco au fil de rendez-vous préétablis. « Je dis souvent qu'avant mon cancer je dédiais ma vie à mon art, et qu'après mon cancer j'ai dédié mon art à la vie », confie-t-elle. Elle décide alors de développer la danse thérapie afin que les malades puissent exprimer leurs angoisses à travers l'expression corporelle et participer activement à leur processus de guérison. C'est en définitive un travail cathartique. Elle travaille notamment avec des malades en fin de vie, atteints du cancer ou du SIDA. Elle a notamment créé la pièce Intensive Care, Reflections on Death and Dying (2000).
En 1978, elle fonde avec sa fille Daria Halprin le Tamalpa Institute, organisation à but non lucratif, afin d'offrir des formations en dance thérapie, intégrant expression artistique, et processus psychologiques et corporels.
En 1987, elle est invitée par le Cancer Support and Education Center à travailler avec des personnes atteintes du cancer.
Elle met en place des workshops collectifs avec des groupes multi-ethniques de personnes âgées (Rocking Seniors, 2005).
Jusqu'alors peu connue en France, elle a eu droit à une rétrospective au musée d'art contemporain de Lyon en 2006.

## Chorégraphies
- Pastoral, 1938 (1936)
- Air Primitive, 1939
- War Hysteria, 1940
- Protest, 1941
- Shalom, 1942
- Moholy Nagy Design, 1943
- The Lonely One: Based on cartoons of William Steig, 1944
- Harmony at Evening, 1946
- Theme and Variations, 1949
- Daughter of the Voice, 1953
- People on a Slant, 1953
- Flight, 1957
- Airport Hangar, 1957
- Four Square, 1959
- Rites of Women, 1959

### Avec le Dancers' Workshop
- Birds of America or Gardens Without Walls, 1960 Œuvre qui montrait des mouvements non limités par la musique ou des interprétations et où des accessoires, tels que de longs bâtons de bambou, multipliaient l'invention[6].
- Mr. and Mrs. Mouse, 1960
- City Dance, 1960-69 puis 1976-77
- Four-Legged Stool, 1961
- Five-Legged Stool, 1962
- Esposizione, 1963
- Procession, 1965
- Parades and Changes, 1965-67[12]
- Apartment 6, 1965
- The Bath, 1966
- The Paper Dance, 1966 Œuvre dans laquelle des décors variés offraient à chaque danseur la voie pour exprimer sa propre réaction à la lumière, au son et à l'espace[6].
- Lunch, 1968
- Ceremony of Us, 1969
- New Time Shuffle , 1970
- Animal Ritual, 1971
- Initiations and Transformations, 1971
- Ritual and Celebration, 1977
- Celebration of Life – Cycle of Ages, 1979
- In and on the Mountain, 1981
- Circle the Earth, 1985-1994
- The Planetary Dance, 1987
- The Grandfather Dance, 1995
- Creation Myth, 1997
- Gratitude, 2000
- Intensive Care, Reflections on Death and Dying, 2000
- Still Dance, 2002
- Seasons, 2003
- Pathways, 2003
- Rocking Seniors, 2005

## Distinctions
- 1997 : American Dance Festival Award pour l'ensemble de sa carrière

## Publications
- Returning to health : with dance, movement, and imagery, LifeRhythm Books, 2002
- Mouvements de vie, Bruxelles, éditions Contredanse, 2009  (ISBN 9782930146317)

### Filmographie
- Ruedi Gerber, Anna Halprin : le Souffle de la danse, 2009 Critique sur lemonde.fr.
Site officiel du film en anglais et en allemand.